# Podocarpus micropedunculatus
Podocarpus micropedunculatus är en barrträdart som beskrevs av De Laub. Podocarpus micropedunculatus ingår i släktet Podocarpus och familjen Podocarpaceae. IUCN kategoriserar arten globalt som otillräckligt studerad. Inga underarter finns listade i Catalogue of Life.